# شهرستان شارلووا-است
شهرستان شارلووا-است (به انگلیسی: Charlevoix-Est Regional County Municipality) یک منطقهٔ مسکونی در کانادا است که در Capitale-Nationale واقع شده‌است. شهرستان شارلووا-است ۲٬۹۵۷٫۴۰ کیلومتر مربع مساحت و ۱۶٬۲۴۰ نفر جمعیت دارد.